# 长沙市稻田中学
28°10′50″N 112°59′21″E / 28.18063°N 112.98919°E
长沙市稻田中学，由教育家朱剑凡创建于1912年，1938年毁于文夕大火，1995年复校，现址湖南省长沙市雨花區砂子塘路121号，是一所公立全日制普通高级中学。

## 历史沿革
1909年，湖南提学使吴庆坻呈请建立湖南省立女子师范学堂，旋即获抚院批准，在天心阁附近的古稻田拨官地200余亩修建校舍，1911年秋建成。
1912年5月12日开学，由民国省府定名为湖南省立第一女子师范学校（稻田女师），首任校长朱剑凡。
1915年，因教育经费缩减，湘西、湖南的第二、第三女子师范并入，更名为湖南省女子师范学校（稻田师范）。
1916年8月，三校各自复校。
1925年，徐特立任校长兼国文教师。
1927年5月，马日事变发生后，学校停办半年。
1927年冬，省政府将包括省立一女师在内的各中学的高中部合交成立省高级中学，一女师改为省立初级中学。王季范任校长。
1928年2月复校，省立初级中学改为省立第二中学，简称省立二中（稻田中学）。
1934年，省立二中改称省立长沙女子中学。简称省长女中，仍称稻田中学。
1938年11月，长沙文夕大火，搬到湘潭石潭肖家塘。
1992年12月14日，批准新建一所中学，定名长沙市稻田中学。

## 名人

### 教师
- 徐特立：中国革命家和教育家，毛泽东和田汉的老师。
- 周世钊
- 鲁力刚
- 汪澹华
- 周谷城
- 田谷城
- 田汉：中国话剧作家，戏曲作家，电影剧本作家，小说家，诗人，创造社主要成员之一，歌词作家，文艺批评家，社会活动家，文艺工作领导者，中国现代戏剧的奠基人，中华人民共和国国歌、中华民国军歌《义勇军进行曲》的作词人。
- 杨述达
- 陈鹿苹
- 郭德垂
- 杨伯峻：语言学家，北京大学历史系教授、中国语言学会理事。[2]

### 校友
- 杨开慧：杨昌济之女，毛泽东的第二任妻子，育有三个儿子，分别为毛岸英、毛岸青及毛岸龙。
- 向警予：中国共产党创始人及早期领导人之一，妇女运动领袖。
- 缪伯英：中国妇女运动活动家、中国共产党早期人物。
- 杨德群
- 黄静源
- 许闻道
- 杨锡纯
- 何民逸
- 谭道瑛
- 赵绿吟
- 戴庆哲
- 刘英：原纪委委员、国家政协常委、张闻天夫人。
- 李淑一：中国共产党柳直荀烈士之妻，中央文史研究馆馆员。[2]
- 谢冰莹
- 白薇

## 题词
- 1993年秋，原中组部副部长、中顾委委员李锐，挥毫题词：“致天下之治者在人才，成天下之才者在教化，教化之所本者在学校——稻田中学复校纪念”。
- 1998年，原纪委委员、国家政协常委、稻田老校友、张闻天夫人刘英，从北京寄来题词：“难忘启蒙处，千里怀故园 ”。[2]

1. ↑  . 长沙新闻网. 长沙晚报报业集团.   [2021-10-07]. （原始内容存档于2021-10-07）.
2. 1 2 3 4 5  . 湖南教育(中). 2014, (12)  [2023-06-07]. ISSN 1000-7644. （原始内容存档于2022-12-07）.
3. ↑  . 科学启蒙. 2014, (1)  [2023-06-07]. ISSN 1007-3019. （原始内容存档于2022-12-07）.
4. ↑  . 中学语文教学. 2015, (10)  [2023-06-07]. ISSN 1002-5154. （原始内容存档于2022-12-07）.